# Rassvet
Rassvet (russisk: Рассвет) er en russisk spillefilm fra 2019 af Pavel Sidorov.

## Medvirkende
- Aleksandra Drozdova som Svetlana
- Kuzma Kotrelev som Anton
- Oksana Akinsjina som Marija
- Aleksandr Molocjnikov som Kirill Pavlovskij
- Anna Slju som Lilya